# Никольское сельское поселение (Таловский район)
Никольское сельское поселение — упразднённое муниципальное образование в Таловском районе Воронежской области.
Административный центр — село Никольское.

## История
Законом Воронежской области от 30 ноября 2015 года № 163-ОЗ, были преобразованы, путём их объединения Вознесеновское, Никольское и Новочигольское сельские поселения — в Новочигольское сельское поселение с административным центром в селе Новая Чигла.

## Административное деление
В состав поселения входил 1 населённый пункт:
- село Никольское.